# Medil Aseo
Medil Sacay Aseo (* 27. Juni 1954 in Maniki, Kapaong, Davao del Norte, Philippinen) ist ein philippinischer Geistlicher und römisch-katholischer Bischof von Tagum.

## Leben
Medil Sacay Aseo studierte am Priesterseminar in Davao City und empfing am 7. April 1979 das Sakrament der Priesterweihe für das Bistum Tagum.
Neben verschiedenen Aufgaben in der Pfarrseelsorge war er von 1983 bis 1985 Subregens am College Seminary in Tagum. Von 1988 bis 1991 absolvierte er ein postgraduales Studium an der Loyola School of Theology der Ateneo de Manila University. Er war Diözesandirektor für das Familienapostolat und Mitglied des Konsultorenkollegiums des Bistums Tagum. Von 2003 bis 2006 war er Seelsorger für die philippinischen Seeleute in Liverpool und von 2008 bis 2015 Mitarbeiter des Galiläa-Zentrums für Priester in Tagaytay City. Seit 2017 war er als Missionar im Bistum Greensburg in den Vereinigten Staaten tätig.
Papst Franziskus ernannte ihn am 7. April 2018 zum Bischof von Tagum. Die Bischofsweihe spendete ihm der Erzbischof von Davao, Romulo Geolina Valles, am 20. Juni desselben Jahres. Mitkonsekratoren waren sein Amtsvorgänger Wilfredo Manlapaz und der Bischof von Greensburg, Edward Malesic.